# エスタディオ・アントニオ・コインブラ・ダ・モタ
エスタディオ・アントニオ・コインブラ・ダ・モタ（Estádio António Coimbra da Mota）は、ポルトガル・リスボン県エストリルにあるフットボール専用スタジアム。GDエストリル・プライアがホームスタジアムとして使用している。

## 概要
2018年1月18日、プリメイラ・リーガのGDエストリル・プライア対FCポルトの試合にて、アウェイスタンドを支える柱に約2cmの亀裂が確認されたため、ハーフタイムで試合を中断し、該当する観客をピッチへ避難させる措置が取られた。
スタジアムは東西と北の3つのスタンドからなり、南側にはクラブのオフィスがある。3つのスタンドのうち西スタンドの3分の2程度しか屋根で覆われておらず、他のスタンドは全て野晒しとなっている。

## ギャラリー

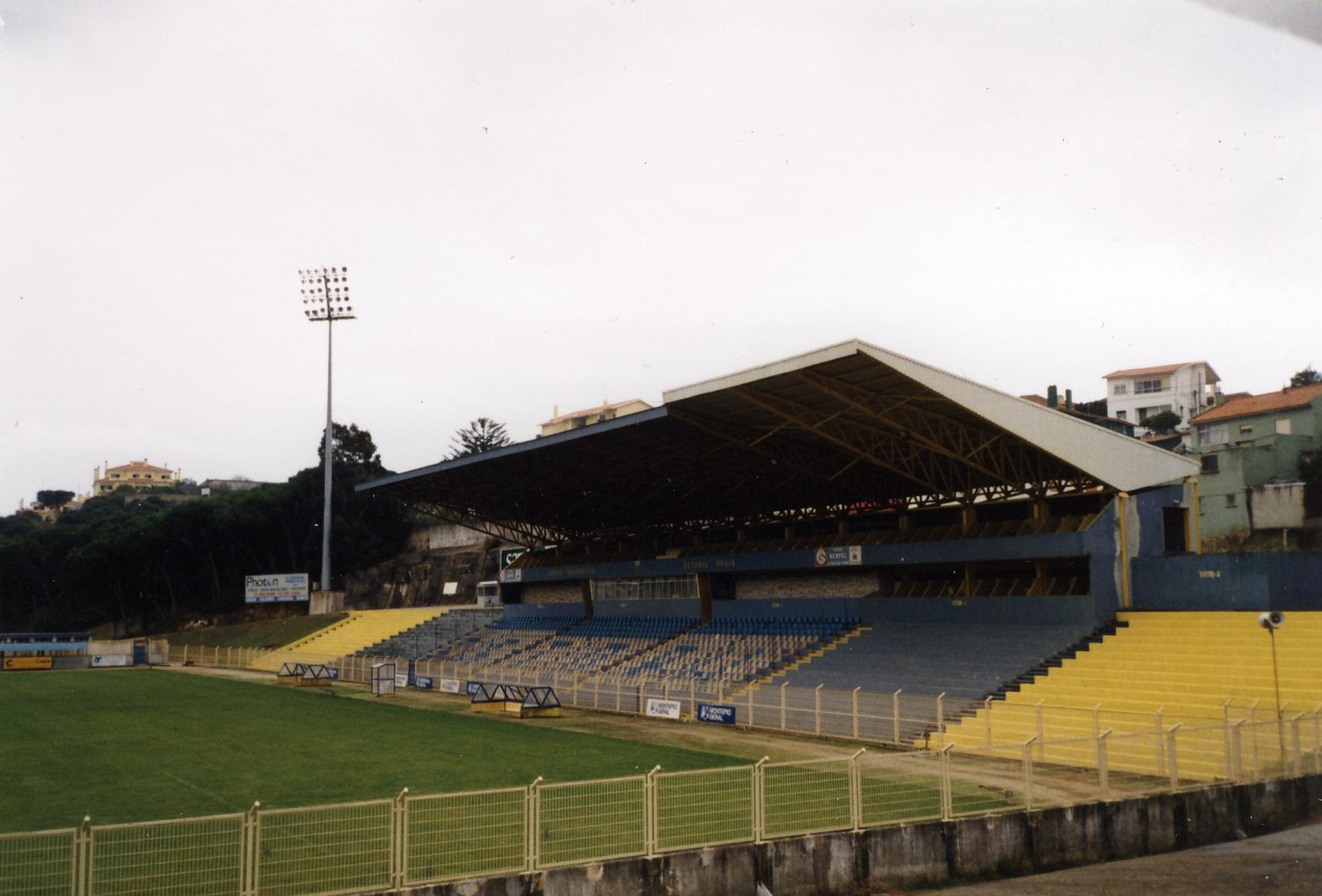
2001年の西スタンド
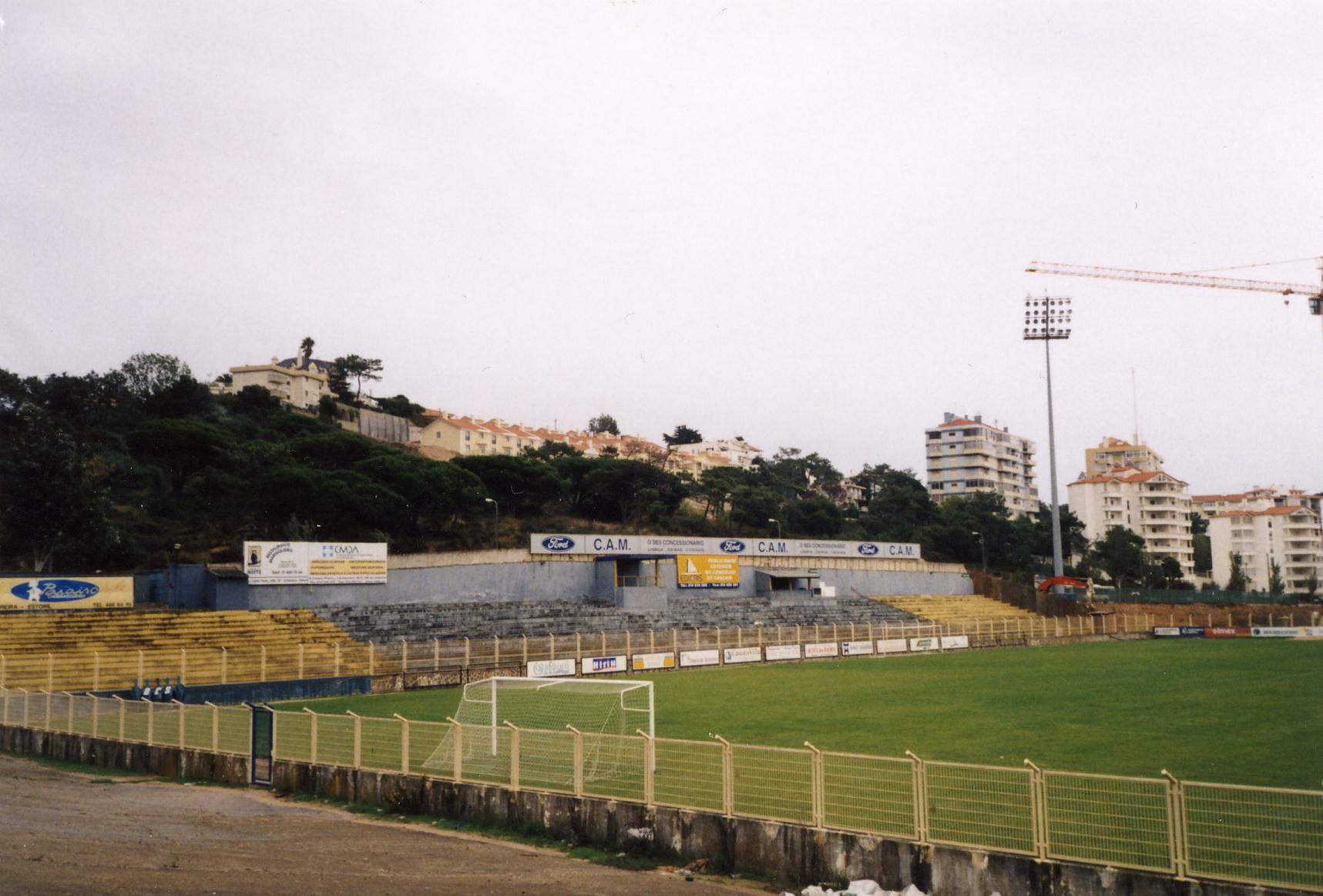
2001年の東スタンド
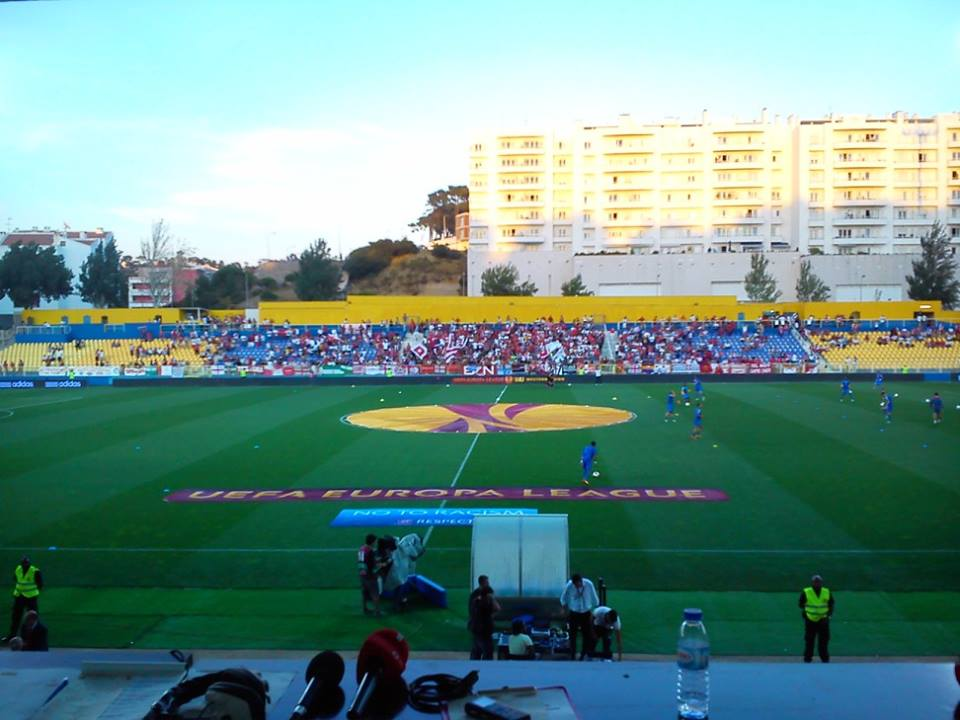
2013年の内観
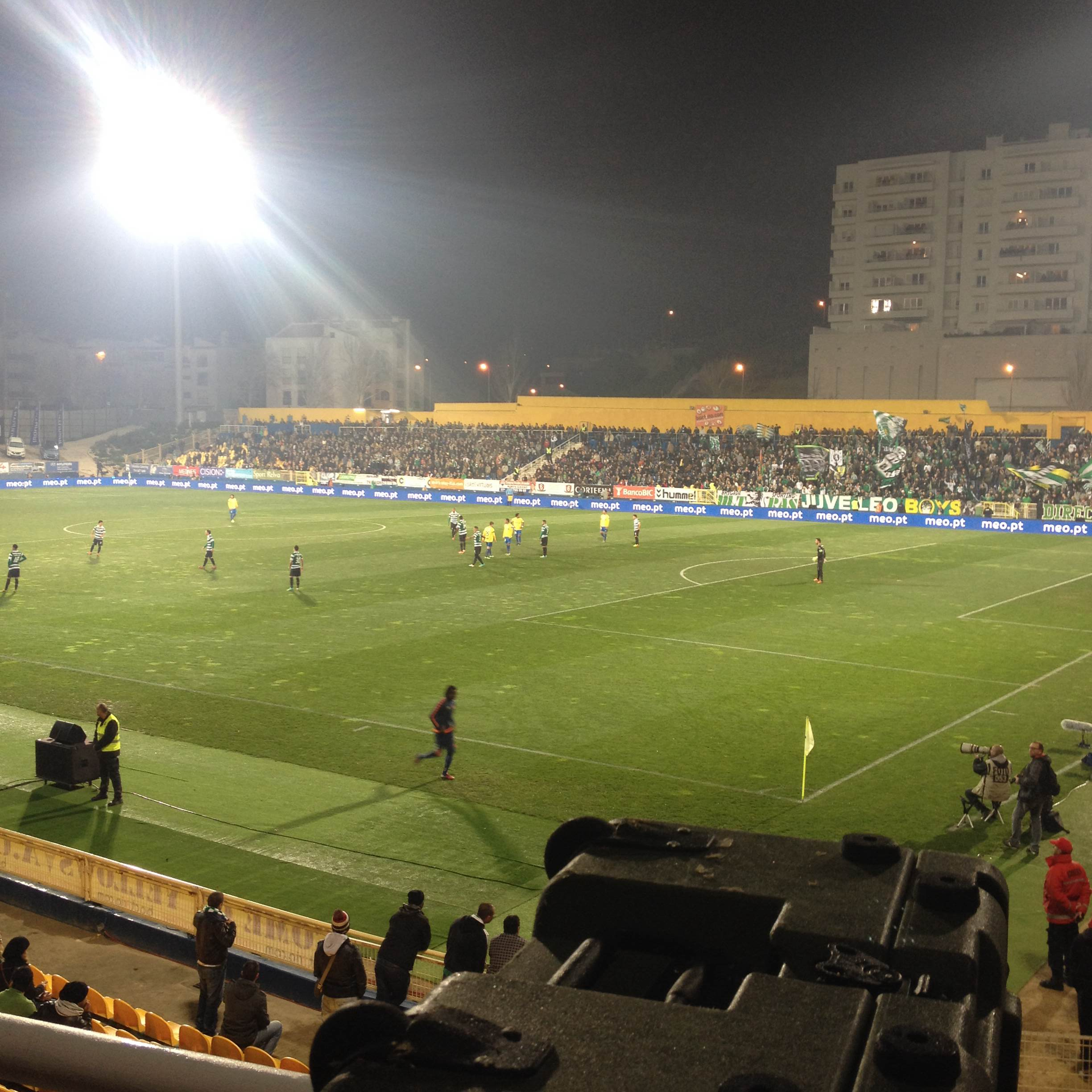
2014年の内観
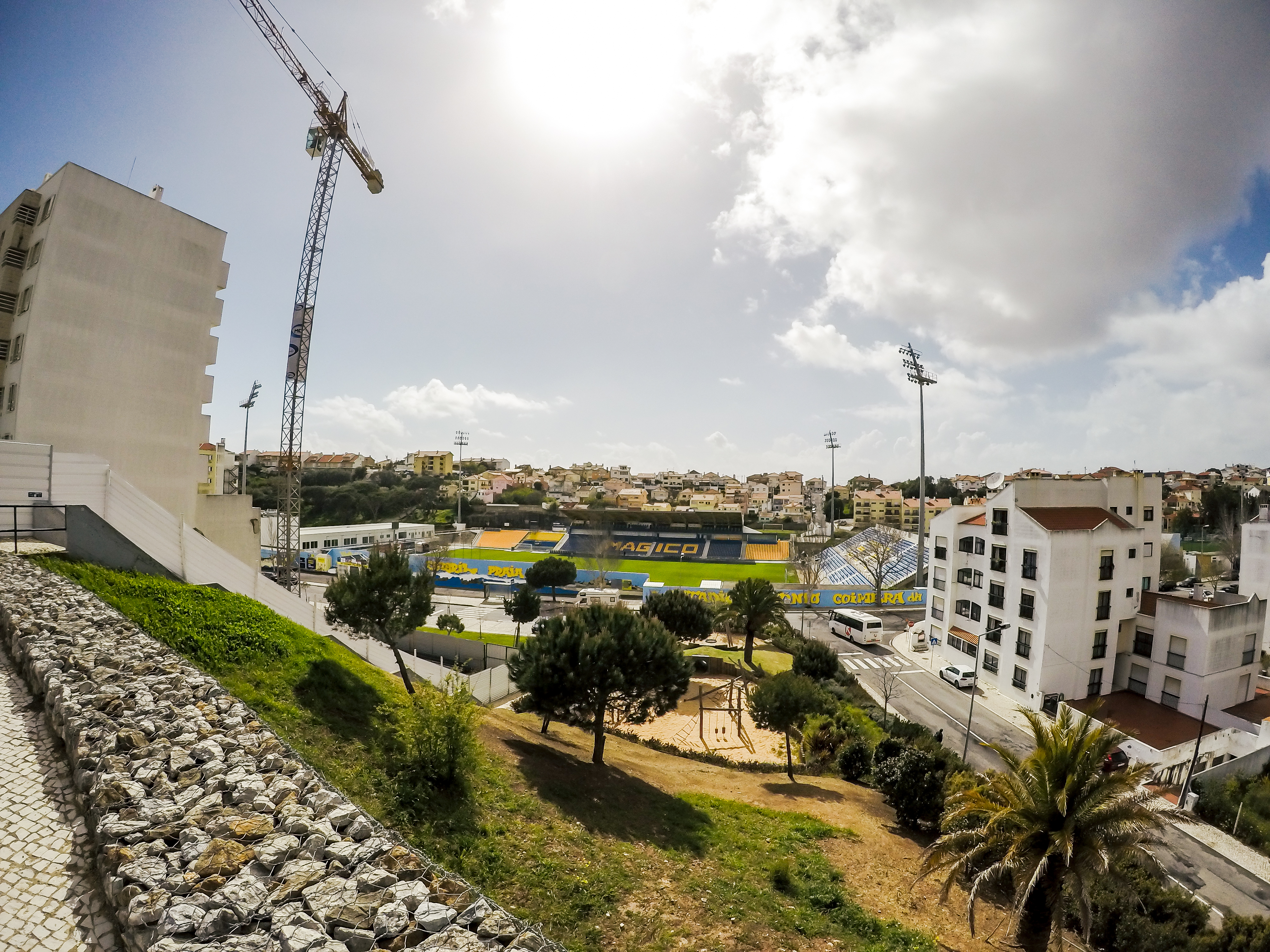
2018年のスタジアム